# Klumpen
Der Klumpen ist ein 2750 m hoher Berggipfel im ostantarktischen Königin-Maud-Land. In der Sør Rondane ragt er im südöstlichen Teil des Mefjell auf.
Wissenschaftler des Norwegischen Polarinstituts benannten ihn 1988 deskriptiv.